# Bördeland
Bördeland ist eine kreisangehörige Gemeinde im nördlichen Salzlandkreis (Sachsen-Anhalt). Sie entstand am 29. Dezember 2007 aus dem Zusammenschluss der sieben Gemeinden Biere, Eggersdorf, Eickendorf, Großmühlingen, Kleinmühlingen, Welsleben und Zens. Die Verwaltung der Gemeinde hat ihren Sitz im Ortsteil Biere.

## Geografie
Die Gemeinde liegt im Südosten der Magdeburger Börde. Sie grenzt im Norden an die Landeshauptstadt Magdeburg, im Osten an die Stadt Schönebeck (Elbe) sowie die Gemeinde Gnadau und die Stadt Barby, im Süden an die Städte Calbe (Saale) und Staßfurt und im Westen an die Gemeinde Borne (alle Salzlandkreis) sowie die Gemeinde Sülzetal (Landkreis Börde).
Folgende Ortschaften gehören zur Gemeinde:
| Ortschaft      | Einwohner | Die Ortschaften von Bördeland (anklickbare Karte) |
| -------------- | --------- | ------------------------------------------------- |
| Biere          | 2.431     | Die Ortschaften von Bördeland (anklickbare Karte) |
| Eggersdorf     | 1.240     | Die Ortschaften von Bördeland (anklickbare Karte) |
| Eickendorf     | 1.143     | Die Ortschaften von Bördeland (anklickbare Karte) |
| Großmühlingen  | 1.059     | Die Ortschaften von Bördeland (anklickbare Karte) |
| Kleinmühlingen | 640       | Die Ortschaften von Bördeland (anklickbare Karte) |
| Welsleben      | 1.835     | Die Ortschaften von Bördeland (anklickbare Karte) |
| Zens           | 288       | Die Ortschaften von Bördeland (anklickbare Karte) |

## Geschichte
Das Gebiet der Gemeinde Bördeland war teilweise bereits in der vor- und frühgeschichtlichen Zeit besiedelt, wie Ausgrabungen bei Biere belegen. In Biere ließen sich auch schon vor dem 3. Jahrhundert die ersten germanischen Siedler nieder. Als thüringische Siedlungen entstanden zwischen dem 4. und 6. Jahrhundert Großmühlingen und Welsleben. Zu den slawischen Gründungen bis zum 9. Jahrhundert zählen die Ortsteile Kleinmühlingen und Zens. Das gesamte Siedlungsgebiet zwischen Elbe, Saale und Bode war zunächst das im 6. Jahrhundert entstandene Nordthüringgau, dessen Herrschaftsgefüge spätestens im 11. Jahrhundert unterging. Als landschaftliche Bezeichnung tauchte danach der Begriff Börde auf, der 1314 erstmals offiziell erwähnt wurde.
803 gründete Kaiser Karl der Große die Grafschaft Mühlingen, zu der zunächst alle Ortsteile von Bördeland gehörten. Sie wurde dem Bistum Halberstadt unterstellt, während Markgraf Gero Lehnsherr wurde. Das Lehen ging 1034 an die Askanier unter Albrecht dem Bären über, es folgten um 1130 die Grafen von Dornburg und ab 1240 die Grafen von Arnstein. Nach dem Aussterben der Arnsteiner 1659 zerfiel die Grafschaft Mühlingen. Während Groß- und Kleinmühlingen an die Askanier zurückkam, ging der Rest der Grafschaft, mit ihm auch die restlichen Orte des heutigen Bördelands, an das Erzbistum Magdeburg.
Die Orte von Bördeland wurden mehrfach durch kriegerische Auseinandersetzungen und auch durch die Pestepidemie von 1350 heimgesucht. Am schlimmsten hatten sie durch den Dreißigjährigen Krieg zu leiden, als ihr Bereich zum Aufmarschgebiet der kaiserlichen Truppen gegen Magdeburg wurde. Nach Plünderungen und Brandschatzungen flohen die meisten Bewohner ins nahe gelegene Salze. Erst Mitte des 17. Jahrhunderts kehrten die Einwohner zurück, und zusammen mit neuen Siedlern erholten sich die Dörfer wieder. Neue Not stellte sich 1806 mit dem Durchmarsch der napoleonischen Truppen auf ihrem Weg nach Berlin ein, bei dem es wieder zu Plünderungen und anschließenden Kontributionen kam. Von 1807 bis 1813 gehörten die zum früheren Erzbistum Magdeburg, das 1680 in das Herzogtum Magdeburg umgewandelt worden war, zählenden Orte zum französischen Königreich Westphalen. Groß- und Kleinmühlingen blieben weiterhin askanischer Besitz (Fürstentum Anhalt-Bernburg).
Nach der Niederlage Napoleons kamen die französisch besetzten Orte zu Preußen und wurden mit Ausnahme von Welsleben dem 1816 neu gebildeten Kreis Calbe a./S. zugeordnet. Welsleben kam zum Kreis Wanzleben, während die beiden Mühlingen weiterhin eine anhaltische Exklave bildeten und dem Kreis Bernburg zugeordnet waren. Mit der ersten Eröffnung der Braunkohlengruben in der Eggersdorfer-Mühlinger Mulde wurde im Bördeländer Gebiet 1847 das industrielle Zeitalter eingeleitet. Da der anhaltinische Herzog Alexander Carl die Führung der Bahnstrecke Magdeburg–Leipzig über seine Exklave untersagte, bekamen erst 1857 Eggersdorf und Eickendorf mit der Bahnstrecke Schönebeck–Güsten eigene Bahnhöfe. Trotz der industriellen Revolution blieben die Dörfer Bördelands weiterhin landwirtschaftlich geprägt. Diese Prägung veränderte sich nach dem Ende des Zweiten Weltkrieges gravierend.
Der Krieg ging für die Dörfer zu Ende, als Mitte April 1945 amerikanische Truppenteile das Gebiet besetzten. Nach einer kurzen Phase mit britischer Besatzung kam der Bereich Bördeland in den Machtbereich der Sowjetischen Besatzungszone. Diese ordnete umgehend eine Bodenreform an, der alle Landwirtschaftsbetriebe mit über 100 ha Boden und das Schloss Großmühlingen zum Opfer fielen. Nach der 1949 erfolgten Gründung der DDR wurde 1950 eine Kreisreform durchgeführt, mit der alle Orte von Bördeland in den neu geschaffenen Kreis Schönebeck eingegliedert wurden. Im Zuge der 1952 begonnenen Kollektivierung der DDR-Landwirtschaft entstanden in den Bördelandorten Landwirtschaftliche Produktionsgenossenschaften (LPG). 1960 waren alle Dörfer „vollgenossenschaftlich“. Nach der politischen Wende von 1989 wurde die Landwirtschaft wieder reprivatisiert. Am 1. Januar 2005 schlossen sich die Bördeland-Gemeinden zur Verwaltungsgemeinschaft Südöstliches Bördeland zur Erledigung der Verwaltungsgeschäfte zusammen. Die Verwaltungsgemeinschaft war aus den aufgelösten Verwaltungsgemeinschaften Bördeland und Östliche Börde gebildet worden. Nach Bürgeranhörungen in allen Gemeinden der Verwaltungsgemeinschaft wurde die Zusammenlegung der Gemeinden zum 29. Dezember 2007 zur Einheitsgemeinde „Bördeland“ beschlossen.

## Politik
- SPD/FDP/Fabian: 7
- CDU: 6
- BiW/ProE/FWgB: 6
- fraktionslos: 2

### Gemeinderat
Der Gemeinderat Bördeland besteht aus insgesamt 21 Mitgliedern.
Einzelbewerber Hans-Georg Fabian schloss sich der SPD/FDP-Fraktion an, während die Einzelbewerber Tim Andy Sroka und Boudewijn Schelto Tonkens fraktionslos verbleiben.
Die Wählergemeinschaften Bürgerinitiative Welsleben, Pro Eggersdorf und Freie Wählergemeinschaft Biere bilden zusammen eine Fraktion.
Vorsitzender ist Dr. Frank Ahrend (CDU) und Stellvertreter sind Ekkehard Horrmann (BiW) und Bernd Nimmich (SPD).

### Bürgermeister
Im Jahr 2022 wurde Marco Schmoldt zum neuen Bürgermeister der Gemeinde Bördeland gewählt.

### Wappen
Das Wappen wurde am 22. April 2008 durch den Landkreis genehmigt.
Blasonierung: „Geviert; Feld 1 und 4: in Rot eine goldene Getreidegarbe, Feld 2 und 3: in Silber ein schwarzes Bergmannsgezähe.“
Die Symbolik knüpft an die beiden Hauptwirtschaftszweige Landwirtschaft und Bergbau an. Die neue Gemeinde übernahm das Wappen der ehemaligen Verwaltungsgemeinschaft Östliche Börde. Das Wappen wurde vom Magdeburger Kommunalheraldiker Jörg Mantzsch gestaltet.

### Flagge
Die Flagge ist gelb - rot gestreift und mittig mit dem aufgelegten Wappen belegt.

### Partnerschaften
Der Ortsteil Großmühlingen befindet sich in einer Partnerschaft mit der Ortschaft Otze, der Ortsteil Kleinmühlingen befindet sich in einer Partnerschaft mit der Ortschaft Ramlingen-Ehlershausen. Otze und Ramlingen-Ehlershausen gehören beide zur Stadt Burgdorf in Niedersachsen.